# Martín Cuestas
Martín Esteban Cuestas Cardozo (* 8. Dezember 1986 in Montevideo) ist ein uruguayischer Leichtathlet, der sich auf den Langstreckenlauf spezialisiert hat. Auch sein Zwillingsbruder Nicolás Cuestas in als Langstreckenläufers aktiv.

## Sportliche Laufbahn
Erste sportliche Erfolge feierte Martín Cuestas im Jahr 2011, als er bei den Südamerikameisterschaften in Buenos Aires in 14:42,75 min den elften Platz im 5000-Meter-Lauf belegte. 2013 siegte er in 1:05:49 h beim Montevideo-Halbmarathon und anschließend belegte er bei den Südamerikameisterschaften in Cartagena in 32:26,63 min den achten Platz im 10.000-Meter-Lauf und wurde in 14:44,62 min Neunter über 5000 m. Bei den Halbmarathon-Weltmeisterschaften 2014 in Kopenhagen erreichte er nach 1:08:12 h Rang 92 und 2015 klassierte er sich bei den Südamerikameisterschaften in Lima mit 32:36,40 min auf dem elften Platz über 10.000 m. 2016 belegte er bei den Ibero-Amerikanischen Meisterschaften in Rio de Janeiro in 13:59,53 min den vierten Platz im 5000-Meter-Lauf und anschließend startete er im Marathonlauf an den Olympischen Sommerspielen ebendort und lief dort nach 2:28:10 h auf Rang 128 ein. 2017 wurde er in 1:06:02 h Zweiter bei den Halbmarathon-Südamerikameisterschaften in Montevideo und bei den Südamerikameisterschaften in Luque belegte er in 14:28,61 min den sechsten Platz über 5000 m. 2021 gewann er dann bei den Südamerikameisterschaften in Guayaquil in 29:47,82 min die Bronzemedaille über 10.000 m hinter dem Brasilianer Daniel do Nascimento und seinem Bruder Nicolás Cuestas. Im Jahr darauf wurde er bei den Ibero-Amerikanischen Meisterschaften in La Nucia in 14:33,01 min 15. über 5000 Meter und 2023 belegte er bei den Südamerikameisterschaften in São Paulo in 14:18,51 min den sechsten Platz und gelangte mit 30:04,90 min auf Rang sieben über 10.000 Meter. Bei den Straßenlauf-Südamerikameisterschaften in Asunción gelangte er nach 15:04 min auf den fünften Platz über 5 km und im Jahr darauf belegte er bei den Südamerikameisterschaften in Mar del Plata in 30:30,41 min den sechsten Platz über 10.000 Meter.
In den Jahren 2010, 2016 und 2022 wurde Cuestas uruguayischer Meister im 10.000-Meter-Lauf.

## Persönliche Bestzeiten
- 5000 Meter: 13:58,33 min, 1. April 2022 in Concepción del Uruguay
- 10.000 Meter: 29:16,45 min, 20. Februar 2021 in Montevideo
- Halbmarathon: 1:02:51 h, 21. August 2022 in Buenos Aires
- Marathon: 2:13:05 h, 6. Dezember 2020 in Valencia